# Heinz-Bernd Bürger
Heinz-Bernhardt „Heinz-Bernd“ Bürger (* 2. August 1966) ist ein ehemaliger deutscher Langstreckenläufer. Er wurde 1991 Deutscher Meister im Crosslauf und nahm mehrfach an den Crosslauf-Europameisterschaften und Crosslauf-Weltmeisterschaften teil. Zudem bestritt er bei den Leichtathletik-Europameisterschaften 1994 den Marathonlauf.
Er wurde zweimal deutscher Jugendmeister und einmal Juniorenmeister im Crosslauf.
1991 gewann er in Bad Harzburg den Deutschen Meistertitel im Crosslauf.
Bei den Crosslauf-Weltmeisterschaften 1984 erreichte er in der Juniorenklasse den 62. Rang, 1985 wurde er 37.
In der Hauptklasse der Crosslauf-Weltmeisterschaften trat er 1987 (85. Platz), 1990 (196. Platz), 1991 (156. Platz) und 1992 (50. Platz, knapp vor Dieter Baumann) an.
Bei den Crosslauf-Europameisterschaften 1996 erreichte er Platz 33. Er wurde zudem Dritter bei den Deutschen Halbmarathon-Meisterschaften in Kaiserslautern.
Seit 1993 hielt er gemeinsam mit Rainer Wachenbrunner und Klaus-Peter Nabein die deutsche Mannschaftsbestleistung einer DLV-Mannschaft im Halbmarathon mit 3:08:18 h. Die Vereinsmannschaft des TV Wattenscheid 01 unterbot die Zeit am 21. März 2021.